# Take Me Home, Country Roads
A Take Me Home, Country Roads egy zeneszám John Denver ötödik lemezén, mely 1971-ben jelent meg. A dal a West Virginia Mountaineers amerikaifutball-csapatának indulója.

## Fogadtatása Nyugat-Virginiában
A dal Nyugat-Virginiai Egyetem (West Virginia University) indulója, és minden hazai amerikaifutball-mérkőzés előtt a meccs előtti show része 1972 óta. 1980-ban John Denver maga adta elő a számot a Mountaineer Fielden. A dalt minden sportág mérkőzése előtt lejátsszák, amelyeket az egyetemen szervezett formában űznek, valamint számos más egyetemi rendezvényen is hallható a zene. Ezt játsszák le, ha a futballcsapat győz otthon, amikor is a szurkolók a helyükön maradva a csapat tagjaival együtt énekelnek. Ha a csapat Morgantownhoz közel játszik, és népesebb szurkolósereg kíséri, akkor szintén eléneklik a dalt a győztes meccsek után.

## Felhasználása
- A 2024-es Demokrata Nemzeti Gyűlésen Nyugat-Virginia delegáltjai a dallal a háttérben adták le szavazataikat Kamala Harrisre.[1]